# Belonogaster brevitarsa
Belonogaster brevitarsa är en getingart som beskrevs av Richards 1982. Belonogaster brevitarsa ingår i släktet Belonogaster och familjen getingar. Inga underarter finns listade.